# Маслово (Козельский район)
Маслово — деревня в Козельском районе Калужской области. Входит в состав Сельского поселения «Село Нижние Прыски».
Расположено на левом берегу реки Серёна, на противоположном берегу — деревня Серено-Завод. Маслово находится примерно в 7 км к северу от села Нижние Прыски.

## Население
На 2010 год население составляло 3 человека.